# バスケットボールポルトガル代表
バスケットボールポルトガル代表（Portugal national basketball team）は、ポルトガルバスケットボール連盟により国際大会に派遣されるバスケットボールのナショナルチームである。

## 歴史
2003年にはキリンカップ・バスケットボールで来日し、2勝1敗と勝ち越したが、オリンピック・世界選手権ともに未出場で、ユーロバスケットも1951年の1回のみであった。
しかし、2007年ユーロバスケットで56年ぶり2回目の出場権を獲得。2次ラウンドまで進出する健闘を見せた。2011年も出場。

## 主な国際大会成績
- 夏季オリンピック
  - 出場なし
- 世界選手権
  - 出場なし
- ユーロバスケット
  - 1951年 ― 15位
  - 2007年 ― 9位
  - 2011年 ― 21位

## 主な歴代代表選手
- ニーミアス・クエタ
- ミゲル・ケイロス
- ジョゼ・バルボサ
- ゴンサロ・デルガド
- サーシャ・ボロヴニャク

## 歴代ヘッドコーチ
- ラモン・ロペス・スアレス （2008-2010）